# Locomotiva 060-EA
La locomotiva elettrica 060-AE è stata la protagonista dell'elettrificazione in Romania, da parte della Căile Ferate Române.
La prima tratta sperimentale è stata Brașov-Predeal. Gli anni di maggiore impulso furono dal 1975 al 1979.
Identificata come CFR 40, viene oggi utilizzata per il traino di pesanti treni passeggeri e merci.